# Koimmunoprecypitacja
Koimmunoprecypitacja - metoda badania interakcji między białkami. 
Wykorzystując tę metodę, wprowadza się do mieszaniny białek przeciwciało wiążące się selektywnie z jednym z nich (przeważnie dobrze poznanym), dociążone kulkami sefarozowymi (kulki są opłaszczone cząsteczkami przeciwciała), a następnie wiruje całość w wirówce laboratoryjnej i bada skład osadu z dna probówki. 
Jeśli w uzyskanym materiale znajdą się dwa białka, można sądzić, że drugie białko utworzyło kompleks z tym, które wychwycono za pomocą przeciwciała i dzięki temu osadziło się wraz z nim, a więc, że między tymi białkami zaszła interakcja.